# Sergej Pavlovič
Sergej Vladimirovič Pavlovič (in russo Сергей Владимирович Павлович?; trasl. angl.: Sergei Vladimirovich Pavlovich; Oblast' di Rostov, 13 maggio 1992) è un artista marziale misto russo.
Combatte nella divisione dei pesi massimi per l'organizzazione statunitense UFC.

## Biografia
Sergei è nato nel 1992 nel villaggio di Orlovsky a Rostov Oblast. All'età di 5 anni, Pavlovich iniziò a dedicarsi alla lotta greco-romana sotto la guida dell'allenatore Alexander Fedorovich Aloyan. Dopo aver prestato servizio nell'esercito, iniziò a impegnarsi nel combattimento corpo a corpo dell'esercito e nel combat sambo.

## Risultati nelle arti marziali miste
| Risultato | Record | Avversario            | Metodo                           | Evento                                      | Data              | Round | Tempo | Città                   | Note                                          |
| --------- | ------ | --------------------- | -------------------------------- | ------------------------------------------- | ----------------- | ----- | ----- | ----------------------- | --------------------------------------------- |
| Vittoria  | 19-3   | Jairzinho Rozenstruik | Decisione (unanime)              | UFC Fight Night: Adesanya vs. Imavov        | 1 Febbraio 2025   | 3     | 5:00  | Riyadh Arabia Saudita   |                                               |
| Sconfitta | 18-3   | Aleksandr Volkov      | Decisione (unanime)              | UFC on ABC: Whittaker vs. Aliskerov         | 22 giugno 2024    | 3     | 5:00  | Riyadh, Arabia Saudita  |                                               |
| Sconfitta | 18-2   | Tom Aspinall          | KO (pugni)                       | UFC 295                                     | 11 novembre 2023  | 1     | 1:09  | New York, Stati Uniti   | Per il titolo dei pesi massimi UFC ad interim |
| Vittoria  | 18-1   | Curtis Blaydes        | KO tecnico (pugni)               | UFC Fight Night: Pavlovich vs. Blaydes      | 22 aprile 2023    | 1     | 3:08  | Las Vegas, Stati Uniti  | Performance of the Night                      |
| Vittoria  | 17-1   | Tai Tuivasa           | KO (pugni)                       | UFC Fight Night: Thompson vs Holland        | 4 dicembre 2022   | 1     | 0:54  | Orlando, Florida        | Performance of the Night                      |
| Vittoria  | 16-1   | Derrick Lewis         | KO Tecnico (pugni)               | UFC 277                                     | 30 luglio 2022    | 1     | 0:51  | Dallas, Texas           |                                               |
| Vittoria  | 15-1   | Shamil Abdurakimov    | KO Tecnico (pugni)               | UFC Fight Night: Volkov vs Aspinall         | 19 marzo 2022     | 1     | 4:03  | Londra, Inghilterra     | Performance of the Night                      |
| Vittoria  | 14-1   | Maurice Greene        | KO Tecnico (pugni)               | UFC Fight Night: Maia vs Askren             | 26 ottobre 2019   | 1     | 1:21  | Kallang, Singapore      |                                               |
| Vittoria  | 13-1   | Marcelo Golm          | KO (pugno)                       | UFC Fight Night: Overeem vs Oleinik         | 20 aprile 2019    | 1     | 1:06  | San Pietroburgo, Russia | Performance of the Night                      |
| Sconfitta | 12-1   | Alistair Overeem      | KO Tecnico (pugni)               | UFC Fight Night: Blaydes vs Ngannou 2       | 24 novembre 2018  | 1     | 4:21  | Pechino, Cina           |                                               |
| Vittoria  | 12-0   | Kirill Sidelnikov     | KO Tecnico (pugni)               | Fight Nights Global 79                      | 19 novembre 2017  | 1     | 2:45  | Penza, Russia           |                                               |
| Vittoria  | 11-0   | Mikhail Mokhnatkin    | Decisione (unanime)              | Fight Nights Global 68                      | 2 giugno 2017     | 5     | 5:00  | San Pietroburgo, Russia |                                               |
| Vittoria  | 10-0   | Alexei Kudin          | Decisione (unanime)              | Fight Nights Global 54                      | 16 novembre 2016  | 3     | 5:00  | San Pietroburgo, Russia |                                               |
| Vittoria  | 9-0    | Akhmedshaikh Gelegaev | KO Tecnico (ginocchiata e pugni) | Fight Nights Global 51                      | 25 settembre 2016 | 1     | 3:35  | Kaspisyk, Russia        |                                               |
| Vittoria  | 8-0    | Chaban Ka             | KO Tecnico (pugni)               | Fight Nights Global 50                      | 17 giugno 2016    | 1     | 1:54  | San Pietroburgo, Russia |                                               |
| Vittoria  | 7-0    | Magomedbag Agaev      | Decisione (unanime)              | Fight Nights Global 46                      | 29 aprile 2016    | 3     | 5:00  | Mosca, Russia           |                                               |
| Vittoria  | 6-0    | Ruben Wolf            | KO Tecnico (pugni)               | EFN: Fight Nights Moscow                    | 11 dicembre 2015  | 1     | 2:02  | Mosca, Russia           |                                               |
| Vittoria  | 5-0    | Sultan Murtazaliev    | KO Tecnico (pugni)               | EFN: Fight Nights Dagestan                  | 25 settembre 2015 | 1     | 1:59  | Kaspisyk, Russia        |                                               |
| Vittoria  | 4-0    | Vladimir Daineko      | KO (pugno)                       | Fight Nights: Sochi                         | 31 luglio 2015    | 1     | 0:25  | Sochi, Russia           |                                               |
| Vittoria  | 3-0    | Ilja Škondrič         | KO Tecnico (pugni)               | Full Fight 1: Slovakia and Czech vs. Russia | 30 maggio 2015    | 1     | 1:15  | Slovacchia              |                                               |
| Vittoria  | 2-0    | Sergey Buinachev      | KO Tecnico (pugni)               | Fight Nights: Cup of Moscow                 | 21 marzo 2015     | 1     | 0:20  | Mosca, Russia           |                                               |
| Vittoria  | 1-0    | Alexander Derevyanko  | KO Tecnico (pugni)               | Fight Nights: Battle of Moscow 18           | 20 dicembre 2014  | 1     | 3:52  | Mosca, Russia           |                                               |